# Кралство Северна Лузитания
Кралство Северна Лузитания е несъществувала държава, разположена в Северна Португалия, предложена от Наполеон през 1807 г. за краля на Етрурия, Карл II.

## История
През 1807 г. Португалия отказва на Наполеон Бонапарт да се присъедини към континенталната блокада срещу Великобритания. Наполеон, който на 27 октомври 1807 г. е подписал с Испания договора от Фонтенбло, планира окупация на Португалия, като предлага страната да бъде разделена на три различни суверенни държави:
- Кралство Северна Лузитания (кръстено на римската провинция Лузитания) – в северната част на Португалия, между реките Дуро и Миньо, включваща градовете Порто и Брага;
- Португалия (която да бъде управлявана директно от Франция) – съществуващата дотогава държава, на намалена по територия в региона между реките Дуро и Тежу, и включваща столицата Лисабон;
- Княжество Алгарве (което да бъде управлявано от испанския министър-председател Мануел де Годой, съюзник на Наполеон, с титлата на принц) – съответстващо на частта на Португалия южно от река Тежу, включително районите Алгарве и Алентежу.

Последва френското нашествие на войските на маршал Жан Жюно и на 1 декември 1807 г. столицата на Лисабон е завладяна. Британската намеса на армията на сър Артър Уелсли в Полуостровната война спомага за възстановяване на португалската независимост. Последните френски войски са изгонени през 1812 г. Предложението на Наполеон остава неосъществено.